# Jeroen Koopman
Jeroen Koopman is een Nederlands film- en televisieproducent. Hij produceerde diverse films en series, waaronder Misfit, Red Flags en Famke Louise. 
Koopman is de oprichter van het productiebedrijf NewBe. Hij wist in 2023 met zijn rebootserie Heartbreak High uit 2022 een Emmy Award te winnen in de categorie Kids: Live-Action.

## Filmografie

### Film
- 2004: Sophie en Arthur
- 2012: Who's in Who's out
- 2015: Be a Nelson, uitvoerend
- 2017: Misfit
- 2018: Elvy's Wereld: So Ibiza, uitvoerend
- 2019: Misfit (Duitse versie)
- 2019: Misfit 2
- 2020: De grote slijmfilm
- 2020: Op gepaste afstand
- 2020: Misfit 3: De finale
- 2021: Trecx
- 2021: De nog grotere slijmfilm
- 2021: Meskina
- 2021: Misfit (Ecuadoriaanse versie), uitvoerend
- 2022: De allergrootste slijmfilm
- 2022: Black Girl Magic
- 2022: Misfit: The Switch
- 2023: Suzan & Freek: Tussen jou en mij
- 2023: De oneindige slijmfilm
- 2023: Giel: Dromen zonder grenzen
- 2024: Superkrachten voor je hoofd
- 2025: Woezel & Pip op avontuur in de Tovertuin
- 2025: Red Flags
- 2025: Lekker met de meiden

### Televisie
- 2013: Max en Billy's Drill Machine Girl
- 2014: De Donuts
- 2016-2017: Toon, 16 afleveringen
- 2018: Famke Louise
- 2018: De pepernoten club, 13 afleveringen
- 2019: #Fitgirls, 8 afleveringen
- 2020: Sinterklaas en de Liedjespietjes, 5 afleveringen
- 2021: Misfit, 8 afleveringen
- 2021: Comedy club, 5 afleveringen
- 2021: Woensel west, 4 afleveringen
- 2021-2022: Herres, 24 afleveringen
- 2022-2024: Heartbreak High, 9 afleveringen, uitvoerend
- 2025: Yolanthe, 7 afleveringen